# Marguerite Fontaine

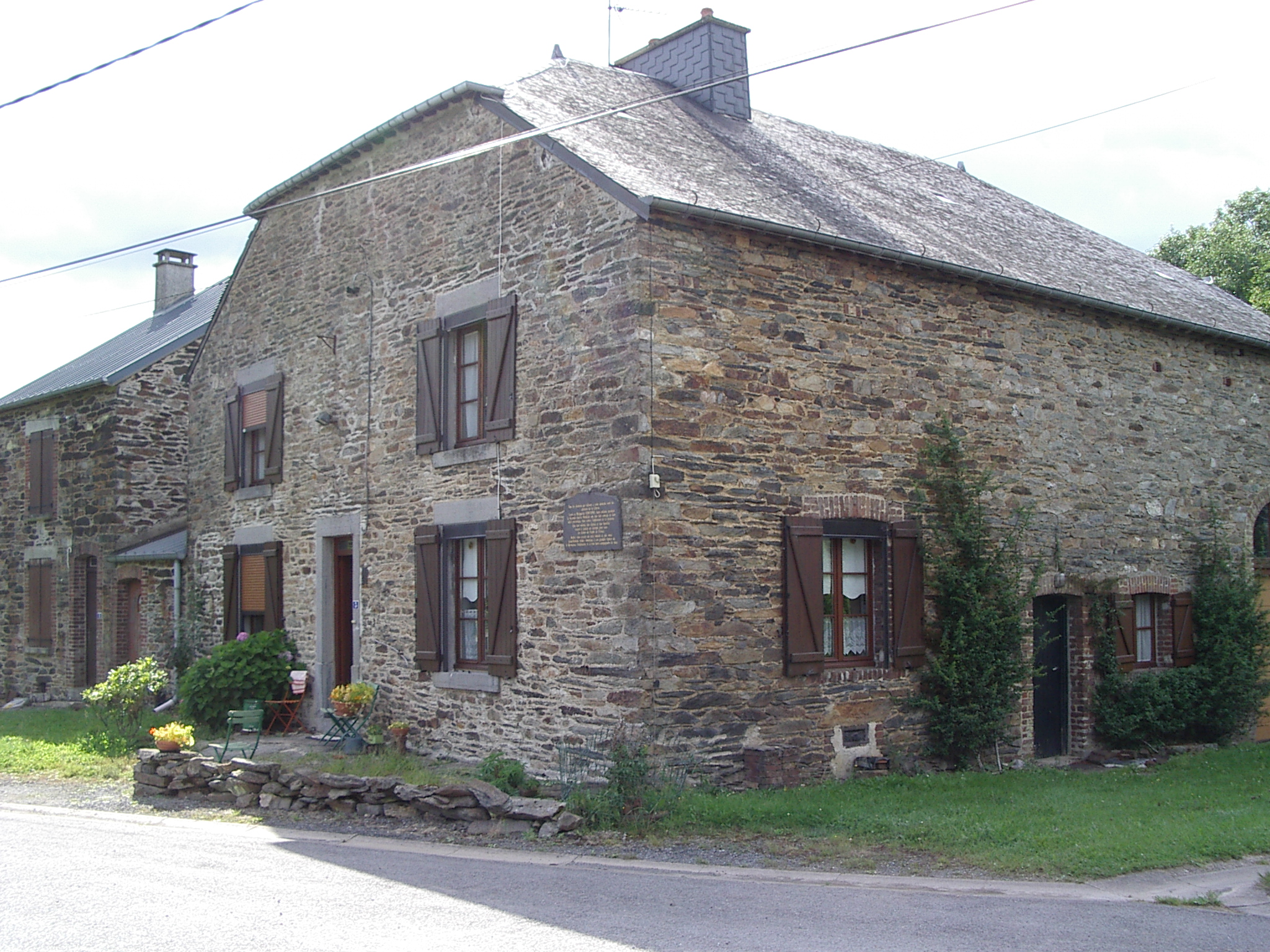
Maison de la famille Fontaine.

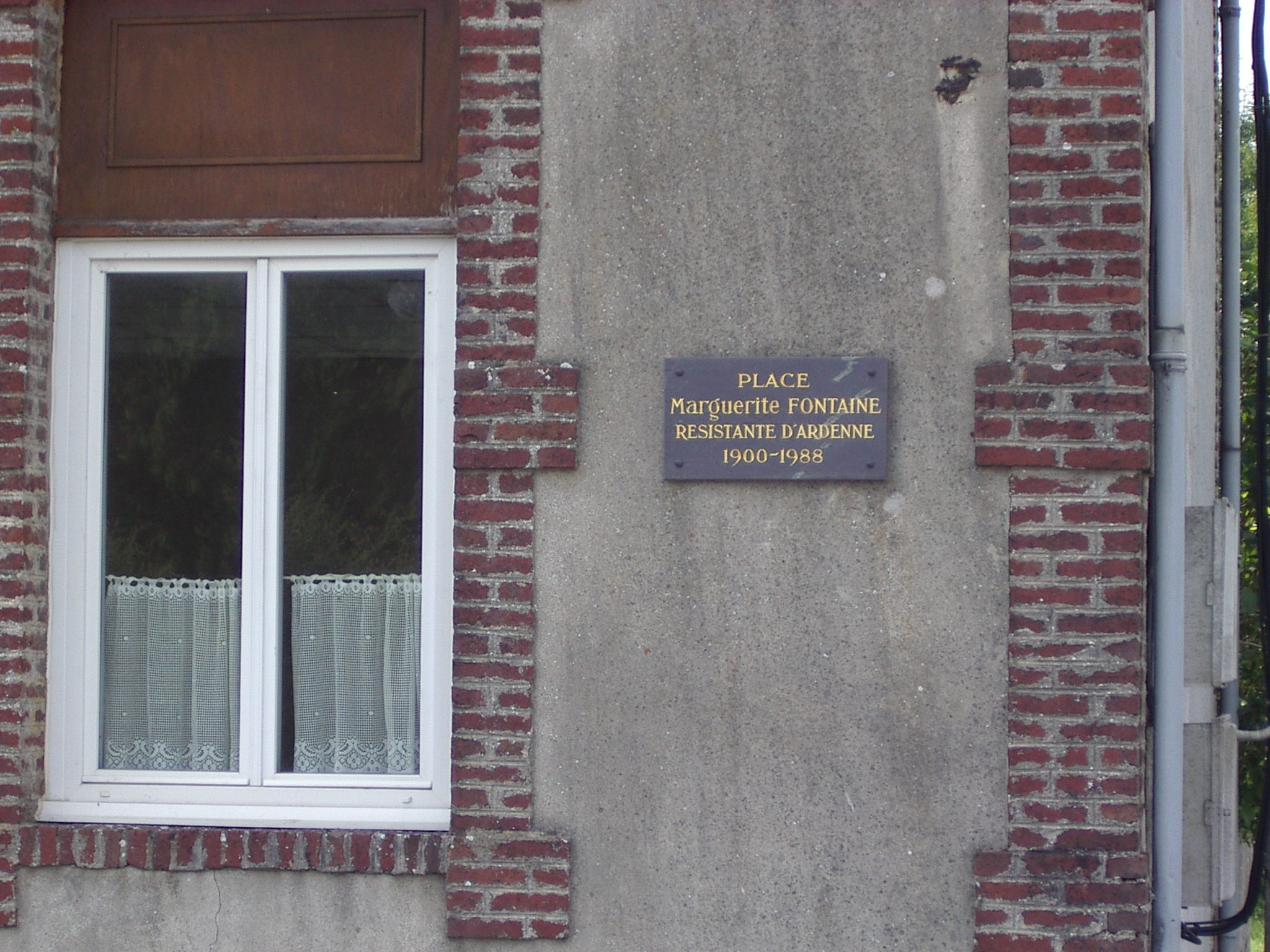
Place Marguerite Fontaine.

Marguerite Fontaine (née Marguerite Folie ; Awenne, Saint Hubert, 12 août 1900 - Charleville-Mézières, 11 mars 1988) est une résistante ardennaise.

## Biographie
Marguerite Folie originaire de la région de la ville belge de Saint-Hubert a épousé en 1919, Louis Fontaine, un Français du plateau ardennais et exploitent une ferme au hameau des Vieux Moulins de Thilay. Le couple a trois enfants : une fille prénommée Georgette et deux garçons Gaston et Georges.
Lors de la Seconde Guerre mondiale, après l'invasion allemande à partir du août 1941, la famille prend une part active dans la résistance en hébergeant les évadés de guerre transitant depuis la localité belge de Willerzie par la « ligne Dragon », créée par l'abbé Grandjean, ainsi que des aviateurs alliés.
Au printemps de 1943, Louis Fontaine et ses deux fils participent à la réception de parachutages sur les terrains dits « Bohémien » et « Astrologie » destinés à la résistance française.
En avril 1944, les Fontaine accueillent et hébergent Jacques Pâris de Bollardière alias « Prisme » chargé dans le cadre de l'opération interalliée « Citronelle » d'assurer la liaison entre la Résistance ardennaise et le Haut Etat-Major allié à Londres.
Marguerite Fontaine et sa fille assurent l'hébergement et le ravitaillement des membres de l'équipe Citronelle ainsi que du maquis ainsi créé, Georgette faisant en outre office d'agent de liaison. Les hommes des Vieux-Moulins et ceux des Hauts-Buttés assurent la réception des matériels parachutés et la logistique.
En 1964, Marguerite Fontaine rencontre la romancière et résistante Eva Thomé à laquelle elle montre ses notes journalières durant l'occupation. Celle-ci les fait éditer en 1964 sous le titre : Les Vieux Moulins de Thilay, haut lieu de la résistance ardennaise,journal de Marguerite Fontaine.
Marguerite Fontaine a été élevée au rang de chevalier de la Légion d'honneur en 1969.
Marguerite Fontaine meurt en 1988. Une place lui est dédiée dans le hameau des Vieux Moulins de Thilay depuis 4 septembre 2004.

## Distinction
- Chevalier de la Légion d'honneur (1969)